# 환자경험평가

## 개요
환자 중심 의료문화 확산과 국민이 체감하는 의료질 향상을 위해 건강보험심사평가원에서 진행하는 평가이며, 2021년부터 요양급여적정성 평가의 항목으로 포함되었다.

## 평가대상
2017년 1차 환자경험평가 대상기관은 상급종합병원 및 500병상 이상 종합병원이다.
2019년 2차 환자경험평가 대상기관은 상급종합병원 및 300병상 이상 종합병원이다.
2021년 3차 환자경험평가 대상기관은 상급종합병원 및 전체 종합병원이다.
2023년 4차 환자경험평가 대상기관은 상급종합병원 및 전체 종합병원이다.

## 평가내용
입원기간 중 환자와 의료진 간의 의사소통, 치료과정에 대한 설명과 환자 참여, 깨끗하고 안전한 환경 등 환자경험에 대한 6개 영역을 평가한다.
- (간호사 영역) 존중과 예의, 경청, 병원생활 설명, 도움 요구 관련 처리 노력
- (의사 영역) 존중과 예의, 경청, 의사와 만나 이야기할 기회, 회진시간 관련 정보 제공
- (투약 및 치료과정) 투약/검사/처치 관련 이유 및 부작용 설명, 통증조절 노력, 질환에 대한 위로와 공감, 퇴원 후 주의사항 및 치료계획 정보 제공
- (병원환경) 깨끗하고 안전한 병원 환경
- (환자권리보장) 공평한 대우, 불만 제기의 용이성, 치료 결정과정 참여 기회, 신체 노출 등 수치감 관련 배려
- (전반적 평가) 입원경험 종합 평가 및 타인 추천 여부

## 모의평가
모의평가 시스템으로 환자경험평가 솔루션이 있다.